# 青木ゆかり (TBSホールディングス執行役員)
青木 ゆかり（あおき ゆかり）は、日本の美術デザイナー。東京藝術大学出身。

## 人物
夫は藝大時代の同級生で立体造形デザイナーの安藤健浩。

## 来歴
TBSデザインセンター長を経て、現在はTBSホールディングスの執行役員を務める。

## 仕事

### テレビドラマ美術
「愛していると言ってくれ」（1995/07/07 ～ 1995/09/22）
「カルテット」（2017/01/17 ～ 2017/03/21）
「凪のお暇」（2019/07/19 ～ 2019/09/20）